# Cotinis producta
Cotinis producta är en skalbaggsart som beskrevs av Bates 1889. Cotinis producta ingår i släktet Cotinis och familjen Cetoniidae. Inga underarter finns listade i Catalogue of Life.